# Cordero asado

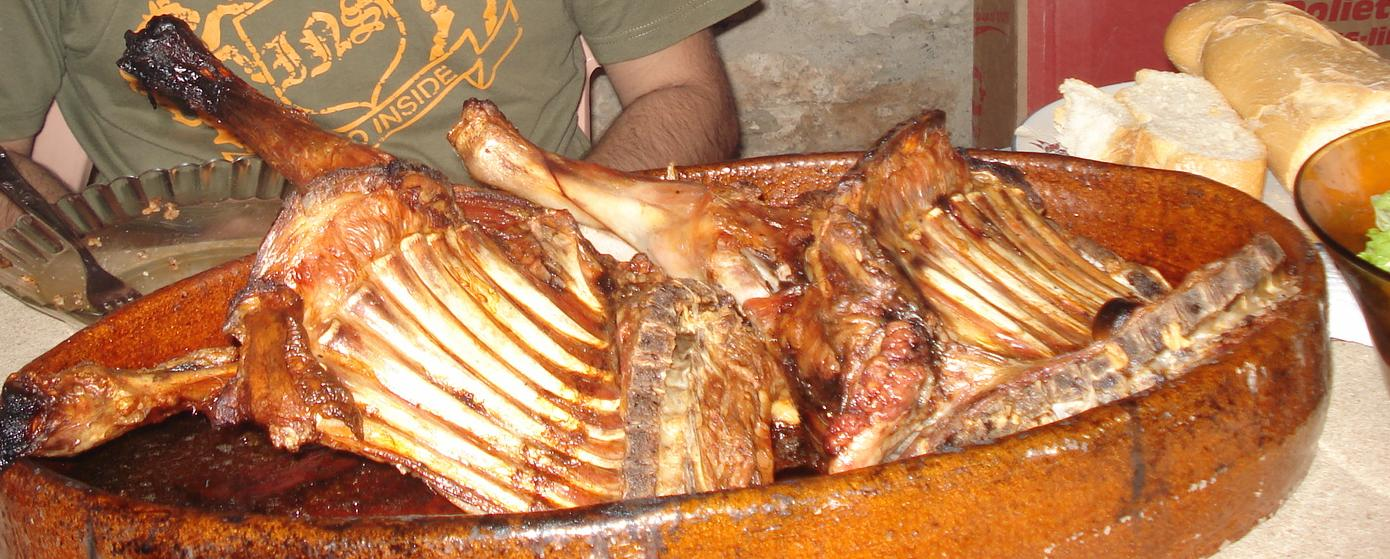
Cordero asado.

El cordero asado es una preparación de la carne de cordero en forma de asado que se contempla como muy popular en diversos países y culturas. Existen numerosas preparaciones del cordero asado y todas dependen de los cortes realizados y de los aliños empleados en su preparación.   Es muy habitual en los países musulmanes por considerarse su carne halal: es decir, permitida por las leyes del Islam. Forma parte de las festividades judías, resultando fácil encontrarlo en la Pésaj de Jerusalén (Pascua judía) y es mencionado en varias ocasiones en el Talmud.

## Características
Se suele asar el cordero de diversas formas, en algunas ocasiones entero, separado en dos mitades, o en sus cuartos. La forma de cortar dependerá de los gustos de cada lugar. Los restos del asado pueden servirse como fiambre y resulta ser más digestivo frío que caliente. En la alta cocina francesa y española se suele asar el cordero en una técnica denominada epigrama de cordero.

## Preparaciones en las diversas cocinas
Este tipo de carne no se ha divulgado por igual a través de todo el mundo; por ejemplo, son muy pocas las preparaciones de cordero asado en la cocina asiática. En Europa solo es posible encontrarlo en la zona mediterránea, siendo muy popular en Grecia, Turquía y España. 

### Gastronomía de España

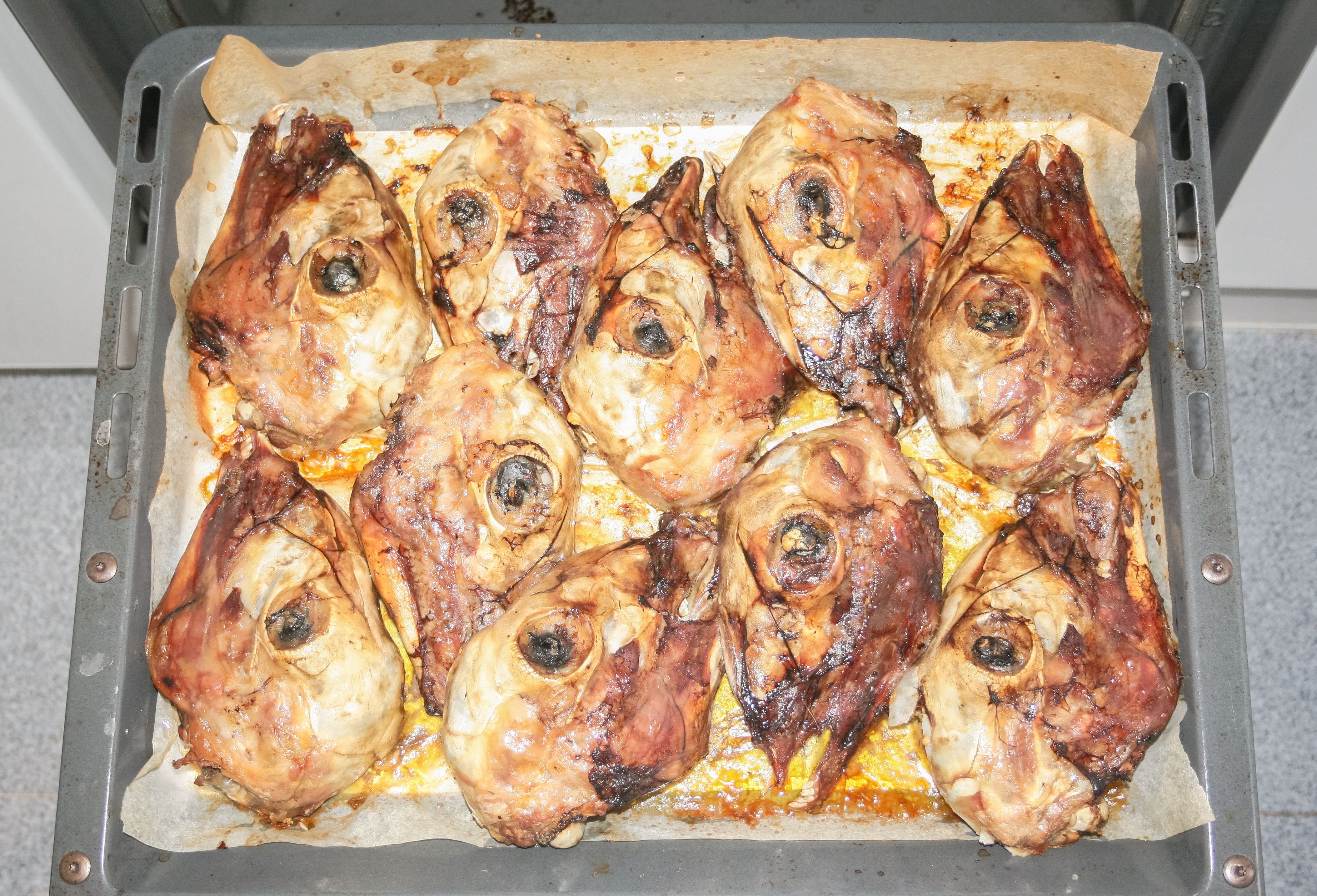
Cabezas de cordero al horno.

En la cocina española son muy populares las preparaciones de cordero asado. En muchos casos la costumbre española de asar cordero procede históricamente de Gastronomía de al-Ándalus, donde que era muy popular. Los antiguos tratados de cocina española ya describen los procesos culinarios; tal es Juan Altimiras en su Nuevo arte de cocina. En la actualidad es considerado un plato de banquetes y festividades diversas. Se encuentra generalmente en la gastronomía de Aragón (Alto Aragón), donde es habitual el ternasco asado, a veces denominado cordero a la pastora. El ternasco asado se suele elaborar con muy pocos condimentos, generalmente ajo, manteca y limón. En algunas zonas del Alto Aragón se suelen preparar las colas de los corderos asadas y se denominan espárragos montañeses. La técnica de asado al aire posee por regla general dos etapas. En una primera se calienta y cuando alcanza un «punto», en la segunda, se unta de manteca y se acaba de asar. Esta técnica, denominada «castellana», es frecuente en muchos restaurantes centenarios de Castilla. Es frecuente que se sirva a los comensales en la propia cazuela de barro sacada del horno. 
En la provincia de Guadalajara se suele preparar un asado especial del cordero que se denomina «chuletas a la teja». Consiste en un asado de las chuletas de cordero sobre unas tejas. En Madrid se elabora desde hace varias centurias este asado al estilo castellano en Casa Botín. La preparación se elabora en muchos casos en hornos de pan, con las piezas de cordero distribuidas en una tradicional cazuela de barro. En muchos casos el lechazo asado. En la cocina andaluza de interior existen casos de preparación de cordero asado. Resulta frecuente en algunas zonas de España comer asados de ciertas partes específicas del cordero, como pueden ser las cabezas.

### Gastronomía de Marruecos
En Marruecos es muy popular el mechui, un asado de cordero realizado en un horno de tierra que se sirve a los invitados en una bandeja situada en el centro de la mesa. Ellos mismos toman con los dedos los trozos. Generalmente se sirve acompañado con cuscús, al limón, con almendras o con ciruelas. No obstante, es uno de los platos de cordero más conocidos de la gastronomía del Magreb.

### Gastronomía de Turquía
En la cocina turca es muy popular el consumo de carne de cordero, heredado quizá de la cocina griega. Las preparaciones de cordero asado en rotisserie son muy frecuentes y algunos de ellos como el kebab, cordero asado sobre parrillas, servido frecuentemente en un pan plano. El Iskender kebab (trozos de cordero en salsa de tomate y yogur) en algunos casos se prepara asado y envuelto en hojas de parra.

### Gastronomía de Uruguay
En el Uruguay es un clásico, sobre todo a las brasas,esto es mediante una parrilla de hierro elevada del suelo donde se coloca encima el cordero abierto desde el espinazo condimentado únicamente con sal fina. En un costado, como a medio metro de distancia, se realiza una fogata (también en el piso) y se espera a que la leña haga combustión y los carbones encendidos, llamados "brasas", se mueven con una rama en forma de "L" alrededor de la parrilla de modo que formen un círculo. Hecho el círculo de brasas, comenzará la cocción de la carne de forma homogénea. Cuando ya casi está listo del lado de abajo (2 horas aproximadamente) debe darse vuelta al cordero, se repite el procedimiento y, cuando está listo del último lado, las brasas se colocan todas por debajo y se deja por unos minutos. De esta forma queda bien hecho y algunas partes quedan crocantes. Es una forma particular de este país donde los animales crecen en entornos naturales de pradera.